# كودي وايز
كودي وايز (بالإنجليزية: Cody Wise)‏ هو مغني أمريكي، ولد في 1997 في Roxborough, Philadelphia ‏ في الولايات المتحدة.

## وصلات خارجية
- الموقع الرسمي
- كودي وايز على موقع ميوزك برينز (الإنجليزية)
- كودي وايز على موقع أول ميوزيك (الإنجليزية)
- كودي وايز على موقع ديسكوغز (الإنجليزية)